# Elezioni generali nel Regno Unito del 1859
Le elezioni generali nel Regno Unito del 1859 si svolsero dal 28 aprile al 18 maggio e videro i Whig, guidati da Henry John Temple, mantenere la propria maggioranza alla Camera dei comuni, battendo il Partito Conservatore di Edward Smith-Stanley. A queste elezioni parteciparono per la prima volta i liberali, un nome non ufficiale adottato per coprire l'alleanza di Whig, Peeliti, radicali e della brigata irlandese, che in precedenza aveva votato contro l'amministrazione Derby alla Camera dei comuni, il che aveva portato alle elezioni anticipate. Quelle del 1859 furono anche le ultime elezioni partecipate dai cartisti, prima dello scioglimento dell'organizzazione. Ad oggi, risultano le ultime elezioni in cui i conservatori ottennero la maggioranza dei seggi nel Galles, e l'ultima elezione in cui i conservatori ottennero meno di un terzo dei voti in Inghilterra.
L'elezione fu una delle più tranquille e meno competitive tra il 1832 ed il 1885.

## Risultati
| Liste | Liste        | Voti    | %      | Variazione % | Seggi | Variazione seggi |
| ----- | ------------ | ------- | ------ | ------------ | ----- | ---------------- |
|       | Liberale     | 372.117 | 65,80% | 0,2%         | 356   | 21               |
|       | Conservatore | 193.232 | 34,17% | 0,3%         | 298   | 34               |

|              |              |  |        |        |
| ------------ | ------------ |  | ------ | ------ |
| Liberali     | Liberali     |  | 65,80% | 65,80% |
| Conservatori | Conservatori |  | 34,17% | 34,17% |

|              |              |  |        |        |
| ------------ | ------------ |  | ------ | ------ |
| Liberali     | Liberali     |  | 54,43% | 54,43% |
| Conservatori | Conservatori |  | 45,56% | 45,56% |